# Ruben Ligeon
Ruben Ligeon (Amsterdam, 24 mei 1992) is een Nederlands voormalig profvoetballer die bij voorkeur als rechtsback speelde.

## Clubcarrière

### Ajax
Ligeon begon te voetballen bij de amateurs van SV De Meteoor in Amsterdam Noord, maar vertrok later naar de dichtbijgelegen en iets grotere club OSV. Hier trok hij de aandacht van de scouts van AFC Ajax. Vanaf 2000 doorliep hij de jeugdopleiding van de Amsterdamse club. Ligeon debuteerde op 15 oktober 2011 in het eerste elftal van Ajax in de thuiswedstrijd tegen AZ, waar hij in de rust in het veld kwam voor André Ooijer. Ruim een maand later op 27 november 2011 kreeg Ligeon z'n eerste basisplaats bij AFC Ajax in het duel tegen N.E.C.. Hij speelde de hele wedstrijd uit en deed dit op de rechtsbackpositie.
Op 27 april 2013 verving Ligeon de geschorste Ricardo van Rhijn. Hij speelde uit bij NAC Breda de hele wedstrijd op de rechtsbackpositie, de wedstrijd werd met 2–0 gewonnen. Deze wedstrijd was zijn eerste competitiewedstrijd in het seizoen 2012/13.
In speelronde 2 speelde Ligeon zijn eerste wedstrijd van het seizoen 2013/14 nadat van Rhijn uit bij AZ in de 65e minuut met rood van het veld werd gestuurd. Op 18 augustus 2013 was Ligeon de vervanger van Ricardo van Rhijn in de thuiswedstrijd tegen Feyenoord, Ligeon gaf in de 37e minuut de assist op Kolbeinn Sigþórsson.
Begin 2015 maakte Ajax bekend dat het Ligeon graag zou willen verhuren aan een Eredivisieclub om hem zo ervaring op te laten doen.

### Verhuur aan NAC Breda
Op 28 januari 2015 maakte Ajax bekend dat het Ligeon per direct voor een half jaar had verhuurd aan NAC Breda. Zijn officiële debuut maakte Ligeon op 31 januari 2015 in de Eredivisie uitwedstrijd tegen Excelsior die in 0–0 eindigde. Ligeon kwam de hele wedstrijd in actie. Eind april kreeg Ligeon van Ajax te horen dat zijn contract niet zal worden verlengd en hij verkocht zal worden.

### Verhuur aan Willem II
Ajax maakte op 24 juni 2015 bekend dat Ligeon verhuurd werd aan Willem II. Daarnaast meldde Ajax dat het met Ligeon een akkoord bereikt had over de verlenging van zijn contract, dat liep tot en met 30 juni 2016. De nieuwe en verbeterde verbintenis ging in op 1 juli 2015 en loopt tot en met 30 juni 2017 met de optie voor nog een seizoen. Trainer Jurgen Streppel gaf tijdens de start van het seizoen echter de voorkeur aan Frank van der Struijk op de rechtsback positie waardoor Ligeon genoegen moest nemen met een plek op de reservebank. Streppel gaf kort na het sluiten van de transfermarkt aan dat hij Ligeon, door blessures van Terell Ondaan en Bruno Andrade wou gaan gebruiken als vleugelspits. In een oefenwedstrijd tegen het Belgische AA Gent speelde Ligeon een uur als rechtsbuiten. Hij was in die wedstrijd drie keer alleen voor de keeper gekomen, maar wist niet te scoren. In de Eredivisie-wedstrijd tegen Feyenoord maakte hij zijn debuut voor De Tricolores. Ligeon kwam na een uur spelen in de ploeg voor Lesly de Sa als rechtsbuiten.

### Verhuur aan FC Utrecht
Na een teleurstellende periode bij Willem II, waar hij niet veel speelminuten kreeg van trainer Jurgen Streppel, werd op 1 februari 2016 besloten de verhuurperiode te beëindigen. Ligeon vertrok vervolgens direct weer op huurbasis naar FC Utrecht. Op 4 februari 2016 debuteerde hij voor Utrecht in het kwartfinale duel van de KNVB Beker tegen PSV. Ligeon kwam 10 minuten voor tijd in de ploeg voor Nacer Barazite. Utrecht won deze wedstrijd met 3–1.

### Slovan Bratislava
Op 9 juni 2016 werd bekend dat Ligeon voor vier jaar getekend had bij Slovan Bratislava. Bij Slovan Bratislava stonden op dat moment al drie Nederlanders onder contract; Lorenzo Burnet, Lesly de Sa en Joeri de Kamps. Mitchell Schet tekende samen met Ligeon een contract waarmee het aantal Nederlands bij Bratislava op vijf kwam. Op 28 juni 2016 maakte Ligeon zijn officiële debuut voor Bratislava. Op die dag speelde Bratislava een uitwedstrijd in de eerste voorronde van de UEFA Europa League tegen het Partizan Tirana (0–0). Op 31 augustus 2017 werd zijn contract ontbonden.

### NAC
Sinds het seizoen 2021-2022 kwam Ligeon weer uit voor NAC Breda. Na afloop van zijn contract in 2023 vertrok hij naar de zaterdagamateurs van Ajax.

## Clubstatistieken

### Beloften
| Seizoen | Club                | Competitie     | Competitie | Competitie |
| Seizoen | Club                | Competitie     | Wed.       | Dlp.       |
| ------- | ------------------- | -------------- | ---------- | ---------- |
| 2013/14 | Jong Ajax           | Eerste divisie | 19         | 0          |
| 2014/15 | Jong Ajax           | Eerste divisie | 14         | 0          |
| 2016/17 | Slovan Bratislava B | 2. Liga        | 2          | 0          |
| Totaal  | Totaal              | Totaal         | 35         | 0          |

### Senioren
| Seizoen                     | Club              | Competitie      | Competitie | Competitie | Beker | Beker | Internationaal | Internationaal | Overig | Overig | Totaal | Totaal |
| Seizoen                     | Club              | Competitie      | Wed.       | Dlp.       | Wed.  | Dlp.  | Wed.           | Dlp.           | Wed.   | Dlp.   | Wed.   | Dlp.   |
| --------------------------- | ----------------- | --------------- | ---------- | ---------- | ----- | ----- | -------------- | -------------- | ------ | ------ | ------ | ------ |
| 2011/12                     | Ajax              | Eredivisie      | 3          | 0          | 1     | 0     | 0              | 0              | 0      | 0      | 4      | 0      |
| 2012/13                     | Ajax              | Eredivisie      | 1          | 0          | 1     | 0     | 0              | 0              | 0      | 0      | 2      | 0      |
| 2013/14                     | Ajax              | Eredivisie      | 5          | 0          | 3     | 0     | 0              | 0              | 0      | 0      | 8      | 0      |
| 2014/15                     | Ajax              | Eredivisie      | 3          | 0          | 3     | 0     | 0              | 0              | 1      | 0      | 7      | 0      |
| 2014/15                     | → NAC Breda       | Eredivisie      | 14         | 0          | 0     | 0     | 0              | 0              | 4      | 0      | 18     | 0      |
| 2015/16                     | → Willem II       | Eredivisie      | 5          | 0          | 1     | 0     | 0              | 0              | 0      | 0      | 6      | 0      |
| 2015/16                     | → FC Utrecht      | Eredivisie      | 7          | 0          | 2     | 0     | 0              | 0              | 0      | 0      | 9      | 0      |
| 2016/17                     | Slovan Bratislava | Fortuna Liga    | 20         | 1          | 1     | 0     | 3              | 0              | 0      | 0      | 24     | 1      |
| 2017/18                     | PEC Zwolle        | Eredivisie      | 4          | 0          | 0     | 0     | 0              | 0              | 0      | 0      | 4      | 0      |
| 2018/19                     | PEC Zwolle        | Eredivisie      | 1          | 0          | 0     | 0     | 0              | 0              | 0      | 0      | 1      | 0      |
| 2018/19                     | → De Graafschap   | Eredivisie      | 2          | 0          | 0     | 0     | 0              | 0              | 0      | 0      | 2      | 0      |
| 2019/20                     | AS Trenčín        | Fortuna Liga    | 16         | 1          | 2     | 0     | 0              | 0              | 2      | 0      | 20     | 1      |
| 2020/21                     | AS Trenčín        | Fortuna Liga    | 10         | 1          | 5     | 0     | 0              | 0              | 2      | 0      | 17     | 1      |
| Carrière totaal             | Carrière totaal   | Carrière totaal | 91         | 3          | 19    | 0     | 3              | 0              | 9      | 0      | 122    | 3      |
| Bijgewerkt tot 8 juli 2021. |                   |                 |            |            |       |       |                |                |        |        |        |        |

## Interlandcarrière
Jeugdelftallen
Ligeon begon als jeugdinternational bij Nederland onder 15 jaar. Voor dit elftal speelde hij totaal vijf wedstrijden. Ligeon werd door trainer Albert Stuivenberg opgenomen in de selectie die actief zal zijn op het EK onder 17 in Duitsland. Tijdens de tweede wedstrijd in de groepsfase tegen Turkije onder 17 die met 2-1 werd gewonnen scoorde Ligeon in de 56e minuut zijn eerste doelpunt voor Nederland onder 17. Ligeon haalde met Nederland onder 17 de finale waarin gastland Duitsland te sterk was met 2-1. Ligeon was met Nederland onder 17 ook actief op het WK onder 17 in Nigeria. Ligeon speelde alle duels in de groepsfase die Nederland niet wist te overleven. Ook speelde hij nog wedstrijden voor Nederland onder 16, 19 en 20 jaar.
Op 2 augustus 2013 werd bekendgemaakt dat bondscoach Albert Stuivenberg Ligeon had opgeroepen voor een 32-koppige voorselectie van Jong Oranje. Dit was de eerste keer dat Ligeon deel uitmaakte van een selectie van Jong Oranje. Op 9 augustus 2013 werd bekendgemaakt dat Ligeon ook tot de definitieve selectie van 22 spelers behoorde. Vervolgens maakte Ligeon op 14 augustus 2013 in een vriendschappelijke wedstrijd tegen Jong Tsjechië zijn debuut voor Jong Oranje. Hij verving in de tweede helft Joshua Brenet.
| Jeugdinterlands van Ruben Ligeon | Jeugdinterlands van Ruben Ligeon | Jeugdinterlands van Ruben Ligeon | Jeugdinterlands van Ruben Ligeon | Jeugdinterlands van Ruben Ligeon | Jeugdinterlands van Ruben Ligeon |
| Team (№ interlands)              | Datum                            | Wedstrijd                        | Uitslag                          | Soort Wedstrijd                  | Doelpunten                       |
| Als speler bij Ajax              | Als speler bij Ajax              | Als speler bij Ajax              | Als speler bij Ajax              | Als speler bij Ajax              | Als speler bij Ajax              |
| -------------------------------- | -------------------------------- | -------------------------------- | -------------------------------- | -------------------------------- | -------------------------------- |
| Onder 15 (1.)                    | 26 november 2006                 | Ierland - Nederland              | 0 – 0                            | Vriendschappelijk                |                                  |
| Onder 15 (2.)                    | 30 november 2006                 | Ierland - Nederland              | 0 – 2                            | Vriendschappelijk                |                                  |
| Onder 15 (3.)                    | 6 maart 2007                     | België - Nederland               | 1 – 1                            | Vriendschappelijk                |                                  |
| Onder 15 (4.)                    | 17 april 2007                    | Turkije - Nederland              | 4 – 1                            | Vriendschappelijk                |                                  |
| Onder 15 (5.)                    | 19 april 2007                    | Turkije - Nederland              | 4 – 1                            | Vriendschappelijk                |                                  |
| Onder 16 (1.)                    | 20 februari 2008                 | Nederland - Engeland             | 2 – 1                            | Vriendschappelijk                |                                  |
| Onder 17 (1.)                    | 20 augustus 2008                 | Italië - Nederland               | 2 – 1                            | 4-landentoernooi Duitsland       |                                  |
| Onder 17 (2.)                    | 8 februari 2009                  | Noorwegen - Nederland            | 2 – 2                            | La Manga '09                     |                                  |
| Onder 17 (3.)                    | 12 februari 2009                 | Turkije - Nederland              | 2 – 2                            | La Manga '09                     |                                  |
| Onder 17 (4.)                    | 4 maart 2009                     | Nederland - Hongarije            | 2 – 2                            | Vriendschappelijk                |                                  |
| Onder 17 (5.)                    | 6 mei 2009                       | Engeland - Nederland             | 1 – 1                            | EK 2009 groepsfase               |                                  |
| Onder 17 (6.)                    | 9 mei 2009                       | Turkije - Nederland              | 1 – 2                            | EK 2009 groepsfase               | 56'                              |
| Onder 17 (7.)                    | 12 mei 2009                      | Nederland - Duitsland            | 0 – 2                            | EK 2009 groepsfase               |                                  |
| Onder 17 (8.)                    | 15 mei 2009                      | Zwitserland - Nederland          | 1 – 2                            | EK 2009 halve finale             |                                  |
| Onder 17 (9.)                    | 18 mei 2009                      | Nederland - Duitsland            | 1 – 2                            | EK 2009 finale                   |                                  |
| Onder 17 (10.)                   | 4 september 2009                 | Turkije - Nederland              | 1 – 4                            | Vriendschappelijk                |                                  |
| Onder 17 (11.)                   | 9 oktober 2009                   | Nederland - Zweden               | 4 – 4                            | Vriendschappelijk                |                                  |
| Onder 17 (12.)                   | 25 oktober 2009                  | Colombia - Nederland             | 2 – 1                            | WK 2009 groepsfase               |                                  |
| Onder 17 (13.)                   | 28 oktober 2009                  | Nederland - Gambia               | 2 – 1                            | WK 2009 groepsfase               |                                  |
| Onder 17 (14.)                   | 31 oktober 2009                  | Nederland - Iran                 | 0 – 1                            | WK 2009 groepsfase               |                                  |
| Onder 19 (1.)                    | 2 september 2010                 | Nederland - Duitsland            | 2 – 2                            | Vriendschappelijk                |                                  |
| Onder 19 (2.)                    | 7 oktober 2010                   | Nederland - Slovenië             | 2 – 0                            | Kwalificatie EK 2011             |                                  |
| Onder 19 (3.)                    | 9 oktober 2010                   | Nederland - Malta                | 3 – 0                            | Kwalificatie EK 2011             |                                  |
| Onder 19 (4.)                    | 12 oktober 2010                  | Slowakije - Nederland            | 0 – 2                            | Kwalificatie EK 2011             |                                  |
| Onder 19 (5.)                    | 9 februari 2011                  | Frankrijk - Nederland            | 1 – 1                            | Vriendschappelijk                |                                  |
| Onder 19 (6.)                    | 29 maart 2011                    | Nederland - Engeland             | 3 – 0                            | Vriendschappelijk                |                                  |
| Onder 20 (1.)                    | 25 mei 2012                      | Japan - Nederland                | 3 – 2                            | Festival des Espoirs '12         |                                  |
| Onder 20 (2.)                    | 27 mei 2012                      | Nederland - Turkije              | 1 – 0                            | Festival des Espoirs '12         |                                  |
| Onder 20 (3.)                    | 1 juni 2012                      | Frankrijk - Nederland            | 2 – 3                            | Festival des Espoirs '12         |                                  |
| Onder 20 (4.)                    | 11 oktober 2012                  | Nederland - Noorwegen            | 1 – 2                            | Vriendschappelijk                |                                  |
| Onder 20 (5.)                    | 9 februari 2011                  | Nederland - Noorwegen            | 2 – 4                            | Vriendschappelijk                |                                  |
| Onder 20 (6.)                    | 22 maart 2013                    | Nederland - Servië               | 2 – 1                            | Vriendschappelijk                |                                  |
| Onder 21 (1.)                    | 14 augustus 2013                 | Tsjechië - Nederland             | 1 – 0                            | Vriendschappelijk                |                                  |
| Onder 21 (2.)                    | 5 september 2013                 | Nederland - Schotland            | 4 – 0                            | EK kwalificatie 2015             |                                  |
| Onder 21 (3.)                    | 9 september 2013                 | Luxemburg - Nederland            | 0 – 1                            | EK kwalificatie 2015             |                                  |
| Onder 21 (4.)                    | 4 september 2014                 | Nederland - Georgië              | 0 – 1                            | EK kwalificatie 2015             |                                  |
| Onder 21 (5.)                    | 8 september 2014                 | Nederland - Slowakije            | 0 – 1                            | EK kwalificatie 2015             |                                  |
| Onder 21 (6.)                    | 9 oktober 2014                   | Nederland - Portugal             | 0 – 2                            | EK kwalificatie 2015             |                                  |
| Onder 21 (7.)                    | 15 oktober 2014                  | Portugal - Nederland             | 5 – 4                            | EK kwalificatie 2015             |                                  |

## Erelijst
Met  Ajax
| Competitie           | Aantal | Jaren                     |
| -------------------- | ------ | ------------------------- |
| Eredivisie           | 3x     | 2011/12, 2012/13, 2013/14 |
| Johan Cruijff Schaal | 1x     | 2013                      |